# David Barniville

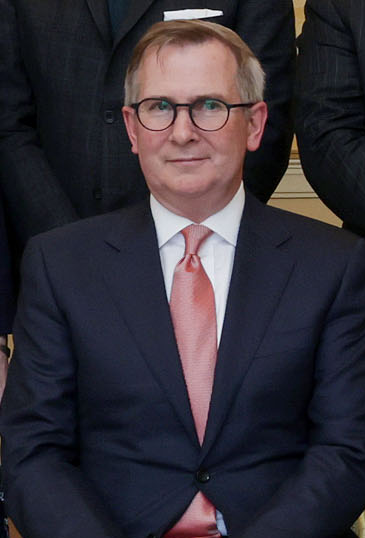
David Barniville (2024)

David Barniville ist ein irischer früherer Rechtsanwalt (Barrister), jetziger Richter und Präsident des High Court.

## Privates
David Barniville wuchs als Kind der Eheleute Harry und Geraldine Barniville in Dublin auf. Sein Großvater war der Senator und Chirurg Henry Barniville. 1998 heiratete er Susann O’Donnell, mit der er drei Kinder hat. 
Er studierte von 1985 bis 1988 Rechtswissenschaften am University College Dublin und wurde 1990 zum Rechtsanwalt zugelassen. 2006 wurde er zum Senior Counsel ernannt. 2016 erfolgte auch die Zulassung zur Rechtsanwaltschaft in England und Wales.
Am 1. Dezember 2017 wurde er zum Richter am High Court ernannt. Schwerpunktmäßig bearbeitete er zunächst Schiedsverfahren. Ende August 2021 wurde Barniville zwischenzeitlich zum Court of Appeal versetzt. Wegen des Ruhestands von Mary Irvine ernannte ihn der Staatspräsident am 13. Juli 2022 zum Präsidenten des High Court. Er ist damit auch ex officio Mitglied des Supreme Court.